# Barchów
Barchów (prononciation : [ˈbarxuf]) est un village de polonais, situé dans la gmina de Łochów de la Powiat de Węgrów et dans la voïvodie de Mazovie dans le centre-est de la Pologne.
Il se situe à environ 2 kilomètres à l'ouest de Łochów, 29 kilomètres au nord-ouest de Węgrów et à 56 kilomètres au nord-est de Varsovie.
Le village a une population d'environ 700 habitants en 2006.